# Зурвольд
Зурвольд (нем. Surwold) — община в Германии, в земле Нижняя Саксония.
Входит в состав района Эмсланд. Подчиняется управлению Нордхюммлинг. Население составляет 4361 человек (на 31 декабря 2010 года). Занимает площадь 54,89 км².

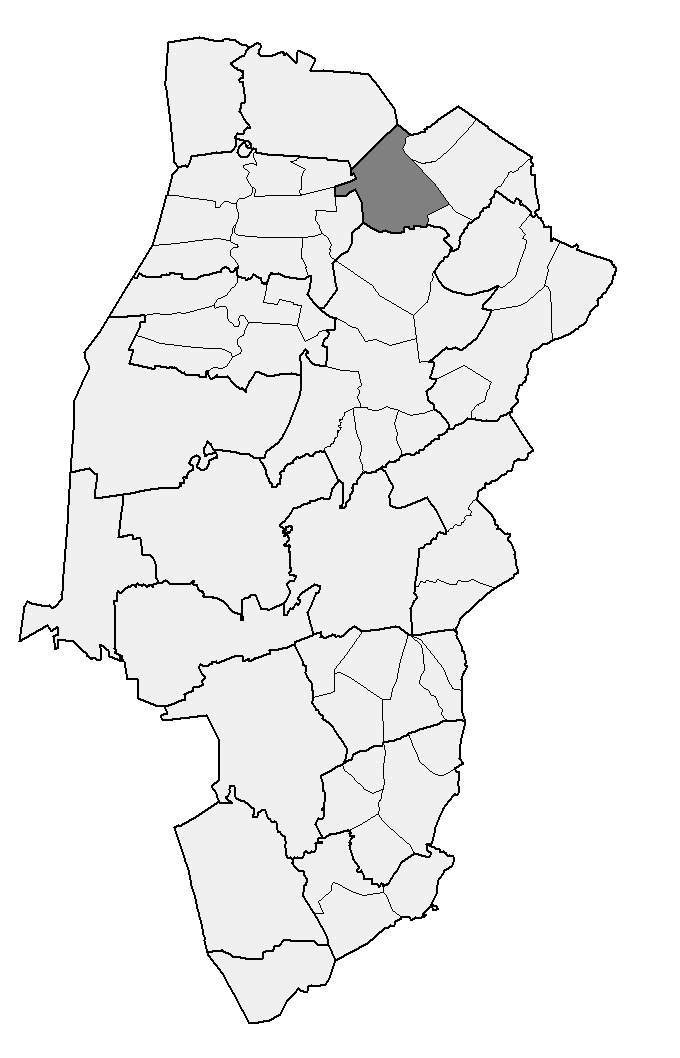
Зурвольд